# 김세호
김세호(1950년 2월 26일 ~ )는 대한민국의 정치인이다. 제11대 태안군수를 역임했다.

## 역대 선거 결과
|  | 24.87% |

|  | 41.97% |

|  | 48.80% |

|  | 13.71% |